# Lalala / Futurechecka
Singles de Miliyah Katō
Love is...
(2007) 19 Memories
(2008)
Lalala / Futurechecka est le 11e single de Miliyah Katō sorti sous le label Mastersix Foundation le 17 octobre 2007 au Japon. Il atteint la 7e place du classement de l'Oricon. Il se vend à 15 043 exemplaires la première semaine, et reste classé pendant 16 semaines, pour un total de 49 223 exemplaires vendus.
Futurechecka est inspirée de la chanson Parteechecka de Zeebra. Futurechecka se trouve sur la compilation Best Destiny et sur l'album Tokyo Star, où se trouve également Lalala.

## Liste des titres
| 1. | Lalala feat. Wakadanna (Shonannokaze)                | Miliyah Katō, Wakadanna                                  | Miliyah Katō, Wakadanna, Minmi                                            | 7:24 |
| 2. | Futurechecka feat. SIMON, COMA-CHI & TARO SOUL       | Miliyah Katō, SIMON, COMA-CHI, TARO SOUL & Maurice White | Miliyah Katō, SIMON, COMA-CHI, TARO SOUL & Maurice White, 3rd Productions | 4:38 |
| 3. | Honey                                                | Miliyah Katō                                             | 3rd Productions                                                           | 4:00 |
| 4. | Lalala feat. Wakadanna (Shonannokaze) (Instrumental) | Miliyah Katō, Wakadanna                                  | Miliyah Katō, Wakadanna, Minmi                                            | 7:21 |